# Siedlce (Danzica)
Siedlce (in tedesco: Schidlitz, Siedlece) è una frazione di Danzica, situata nella parte centrale della città.